# Aristolochia rotunda
L'aristolochia rotonda (Aristolochia rotunda L., 1753) è una pianta erbacea appartenente alla famiglia Aristolochiaceae.

## Descrizione

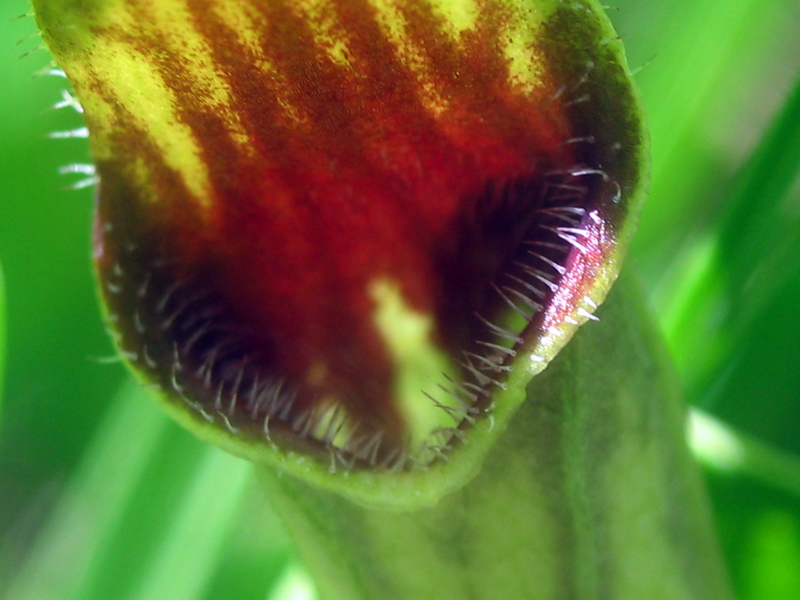
Dettaglio di un fiore di Aristolochia rotunda.

È un'erbacea perenne dal fusto semplice o ramificato alla base che può raggiungere i 50 cm di altezza circa. Le foglie amplessicauli, di forma ovata-orbicolare e larghe circa 5 cm, presentano un picciolo non più lungo di 5 mm e una base profondamente cordata. I fiori sono tubulosi, lunghi circa 5 cm, di colore bruno-porpora. I frutti hanno una forma a palloncino lungo circa 1–2 cm. I semi sono triangolari e piatti. Il periodo di fioritura va da aprile a giugno.

## Uso abortivo
Dal Cinquecento fino al Settecento fu forse il più diffuso abortivo in Europa . Inserita nell'utero provocava il distacco della placenta e del feto.

## Distribuzione e habitat
È diffusa in tutta l'Europa meridionale. In Italia è piuttosto comune nelle regioni del centro-sud, mentre è più rara al nord. È comune in campi incolti, prati e boscaglie.